# Медаль Круна
Медаль Круна (англ. Croonian Medal and Lecture) — ежегодная награда Лондонского королевского общества в области биологических наук, главная подобная лекция общества по ним и одна из его самых престижных наград. Была задумана одним из первых членов общества Уильямом Круном, а средства на осуществление завещала его вдова.
Присуждается с 1738 года, лауреат получает медаль и 10 000 фунтов стерлингов. Бывшая ранее только для граждан стран Содружества и Ирландской Республики и тех, кто проживал и работал в них не менее трёх лет непосредственно перед номинацией, ныне это международная научная награда.
Лауреаты
- Хёрд, Эдит (2025)
- Edward C. Holmes[англ.] (2024)
- Лайсер, Оттолин (2023)
- О’Рахилли, Стивен (2022)
- Barry Everitt (scientist)[англ.] (2021)
- Бойден, Эдвард (2020)
- Дэвис, Кэй (2019)
- Даудна, Дженнифер (2018)